# NDUFA11
NDUFA11 (англ. NADH:ubiquinone oxidoreductase subunit A11) – білок, який кодується однойменним геном, розташованим у людей на короткому плечі 19-ї хромосоми. Довжина поліпептидного ланцюга білка становить 141 амінокислот, а молекулярна маса — 14 852.
| 10         |  | 20         |  | 30         |  | 40         |  | 50         |
| ---------- |  | ---------- |  | ---------- |  | ---------- |  | ---------- |
| MAPKVFRQYW |  | DIPDGTDCHR |  | KAYSTTSIAS |  | VAGLTAAAYR |  | VTLNPPGTFL |
| EGVAKVGQYT |  | FTAAAVGAVF |  | GLTTCISAHV |  | REKPDDPLNY |  | FLGGCAGGLT |
| LGARTHNYGI |  | GAAACVYFGI |  | AASLVKMGRL |  | EGWEVFAKPK |  | V          |

A: Аланін

C: Цистеїн

D: Аспарагінова кислота

E: Глутамінова кислота

F: Фенілаланін

G: Гліцин

H: Гістидин

I: Ізолейцин

K: Лізин

L: Лейцин

M: Метіонін

N: Аспарагін

P: Пролін

Q: Глутамін

R: Аргінін

S: Серин

T: Треонін

V: Валін

W: Триптофан

Задіяний у таких біологічних процесах, як транспорт, транспорт електронів, дихальний ланцюг, ацетилювання, альтернативний сплайсинг. 
Локалізований у мембрані, мітохондрії, внутрішній мембрані мітохондрії.